# Інґрід Фіхтнер
Інґрід Фіхтнер (нар. 26 лютого 1954 року в Юденбурзі) — німецькомовна австрійська письменниця, поетеса, редакторка та перекладачка.

## Життєпис
Інґрід Фіхтнер вивчала англійську мову у Віденському університеті з 1972 по 1978 рік, здобула ступінь магістра філософії та освіту перекладачки. Проживши 7 років у США, з 1985 року постійно мешкає у Цюриху, де від 1996 року працює письменницею, позаштатною редакторкою та перекладачкою.
Членкиня Спілки письменників Швейцарії та Спілки письменників міста Грац в Австрії. Отримала кілька нагород від міста Цюрих та культурного фонду Pro Helvetia. Інґрід Фіхтнер неодноразово брала участь у міжнародних літературних подіях, серед яких — Міжнародний поетичний фестиваль в Базелі (2018), Міжнародний поетичний фестиваль «Kritya» в Індії (2014), Міжнародний поетичний фестиваль у Медельїні (Колумбія, 2013), Фестиваль сучасної жіночої поезії Schamrock у Мюнхені (2012) та Міжнародний фестиваль поезії Kairouan у Тунісі (2005).
Інґрід Фіхтнер є авторкою 8 поетичних збірок.

## Публікації
- So gegenüber. Gedichte. Wolfbach Verlag, Zürich 2014. ISBN 978-3-906929-04-0.
- Von weitem. Gedichte. Wolfbach Verlag, Zürich 2014.
- Lichte Landschaft. Gedichte. Wolfbach Verlag, Zürich 2012.
- Luftblaumesser. Gedichte. Waldgut Verlag, Frauenfeld 2004.
- Das Wahnsinnige am Binden der Schuhe. Gedichte. 2000.
- Farbtreiben, Gedichte. 1999.
- Fortschrift. Oder das Gesicht. ein Proëm, 1998.
- genaugenommen. warum rosen. Gedichte, 1995.